# 米田裕一
米田 裕一（よねだ ひろひと、1981年7月15日 - ）は、新潟県魚沼市出身の日本のテレビディレクター・演出家。2007年にテレビ朝日に入社。『家事ヤロウ!!!』『サンドウィッチマン&芦田愛菜の博士ちゃん』『帰れマンデー見っけ隊!!』『10万円でできるかな』などのバラエティ番組で総合演出・チーフディレクターを務める。

## 経歴
新潟県魚沼市出身。東京理科大学大学院修了後、2007年（平成19年）にテレビ朝日に入社。AD、ディレクターとして『くりぃむナントカ』『いきなり!黄金伝説。』『中居正広の身になる図書館』などに携わった。その後、バラエティ番組の演出・総合演出を担当。
平城隆司、藤井智久、寺田伸也、友寄隆英、加地倫三ら、テレビ朝日バラエティ制作部門を牽引してきた名プロデューサー陣のもとで演出を務め、演出家としての基盤を築く。中でも、奥川晃弘（現テレビ朝日総合編成局局長）、鈴木忠親とのタッグによる作品群は評価が高く、長年にわたり信頼関係のもとで番組作りを重ねている。

## 主な担当番組
- 『家事ヤロウ!!!』（総合演出）[1]
- 『帰れマンデー見っけ隊!!』（演出）[1]
- 『10万円でできるかな』（演出）[1]
- 『サンドウィッチマン＆芦田愛菜の博士ちゃん』（演出）[2]
- 『いきなり!黄金伝説。』（チーフディレクター）[1]
- 『中居正広のミになる図書館』（チーフディレクター）[1]
- その他：AD時代に『くりぃむナントカ』などに携わる。[1]